# Follie d'inverno
Follie d'inverno (Swing Time) è un film del 1936 diretto da George Stevens.
Si tratta del sesto dei dieci film interpretati dalla coppia Fred Astaire-Ginger Rogers.

## Trama
John detto “Lucky”, un ballerino con la passione per il gioco, promette alla fidanzata di sposarla non appena avrà messo da parte 25.000 dollari. Così salta su un treno diretto a New York in cerca di fortuna e qui si imbatte in Penny, anche lei ballerina. Invaghitosi della ragazza, Lucky cerca di conquistarla, nonostante ella abbia ricevuto una proposta di matrimonio da un direttore d'orchestra. Ma tra un balletto e l'altro inevitabilmente sboccia l'amore.

### Numeri musicali

Ginger Rogers e Fred Astaire

- Per realizzare il numero Never Gonna Dance furono girati 47 ciak nell'arco di una sola giornata. Per Ginger Rogers fu una sequenza talmente impegnativa che alla fine delle riprese le sanguinavano i piedi.
- Nella canzone The Way You Look Tonight si vede Ginger Rogers che si lava i capelli. La troupe provò diversi tipi di shampoo e saponi e persino uova montate a neve, ma la finta schiuma continuava a colarle sul viso. Alla fine fu utilizzata panna montata.
- L'idea delle ombre che ballano nel numero Bojangles of Harlem, venne in mente al coreografo Hermes Pan e a Fred Astaire durante le prove, quando tre differenti fonti di luce illuminarono involontariamente Astaire, producendo in tal modo le tre ombre.
- Tra i dieci musical interpretati al fianco di Fred Astaire, questo era il preferito da Ginger Rogers.

## Riconoscimenti
- 1937 - Premio Oscar
  - Miglior canzone (The Way You Look Tonight) a Jerome Kern e Dorothy Fields
  - Nomination Migliore coreografia a Hermes Pan (Bojangles of Harlem)
- Il film è presente in diverse liste del compilate dall'American Film Institute:
  - 90º posto della classifica dei migliori cento film statunitensi (2007)[1]
  - 30º posto della classifica dei migliori cento film sentimentali statunitensi (2002)
  - 43º posto della classifica delle migliori cento canzoni statunitensi (2004)
- Nel 2004 è stato scelto per la conservazione nel National Film Registry della Biblioteca del Congresso degli Stati Uniti.[2]